# Hell's Kitchen (comédie musicale)
Pour les articles homonymes, voir Hell's Kitchen (homonymie).
Hell's Kitchen est une comédie musicale juke-box construite sur la musique et les paroles d'Alicia Keys, avec une intrigue semi-autobiographique sur son éducation à Manhattan dans les années 1990,. La comédie musicale, avec un livret de Kristoffer Diaz, a été initialement jouée au Public Theater en octobre 2023, faisant ses débuts à Broadway au Shubert Theatre le 20 avril 2024, suivie d'un enregistrement de la distribution le 7 juin 2024.
Les productions originales Off-Broadway et Broadway ont reçu des critiques positives de la part des critiques de théâtre, considérant la comédie musicale comme l'un des meilleurs exemples de comédie musicale juke-box, tandis que Maleah Joi Moon, Shoshana Bean et Kecia Lewis ont été saluées pour leurs performances d'actrice et vocales. Les productions ont reçu des nominations et ont remporté des prix aux Lucille Lortel Awards, aux Drama Desk Awards et aux Drama League Awards. La production de Broadway a récolté 13 nominations, dont celle de la meilleure comédie musicale, à la 77e cérémonie des Tony Awards, en remportant deux.

## Développement
En 2011, Alicia Keys est impliquée en tant que productrice et compositrice de musique de la pièce de Broadway Stick Fly de Lydia R. Diamond. Bien qu'elle ait été acclamée par la critique, la pièce a fermé en raison d'échecs financiers au box-office du James Earl Jones Theatre après 24 avant-premières et 92 représentations régulières. Dans une interview de 2023 pour Ebony, Keys a expliqué qu'elle avait été inspirée par son « histoire sur une famille noire à Martha's Vineyard » et qu'à cette époque « il y avait moins de diversité à bien des égards, en particulier au cinéma et à la télévision, et certainement au théâtre ».

## Synopsis

### Acte 1
Ali, une jeune fille de 17 ans, accueille le public au Manhattan Plaza, dans le quartier de Hell's Kitchen, à Manhattan, et présente les personnes de sa vie : les musiciens qui composent le logement des artistes au Manhattan Plaza, ses amis, Tiny et Jessica, et sa mère Jersey. Jersey, une chanteuse et une femme active qui soutient la rhétorique et la politique de Rudy Giuliani sur le renforcement de la police, remarque Ali en train de parler à Knuck, un batteur de seau qui fait partie d'un groupe qui traîne dans l'immeuble, et les oblige à interrompre leur interaction ("The Gospel"). Ali exprime sa frustration face aux efforts protecteurs de sa mère et aspire à l'indépendance ("The River"). Jersey défend son attitude protectrice auprès des autres résidents, soulignant qu'Ali n'a que dix-sept ans et qu'elle est toujours naïve et impulsive ("Seventeen").
Alors que les batteurs s'entraînent dans la cour de l'immeuble, Tiny et Jessica exhortent Ali à faire un pas vers Knuck ("You Don't Know My Name"). La tentative maladroite d'Ali s'avère infructueuse, Knuck refusant sa proposition ; peu de temps après, lui et les autres batteurs sont expulsés de l'immeuble parce que Jersey a appelé la police. Ali pique une crise de colère et sort en trombe de l'appartement, mais est empêchée de quitter l'immeuble en raison d'une tempête de pluie soudaine. Se cachant dans la salle Ellington de l'immeuble (une salle de répétition musicale), elle remarque l'une des résidentes de l'immeuble, Miss Liza Jane, qui s'entraîne au piano, et devient amoureuse de ce qu'elle entend ; Liza Jane la remarque et lui propose de lui apprendre à jouer ("Kaleidoscope"). Ali retrouve Knuck au travail, où il accepte avec hésitation de la revoir ("Gramercy Park"). Jersey met Ali en garde contre toute relation avec un musicien : elle se souvient être tombée amoureuse du père d'Ali, Davis, pianiste ("Not Even the King" / "Teenage Love Affair") mais déplore ses promesses non tenues et son incapacité à tenir ses plans. Ali continue de courtiser Knuck, et finit par coucher avec lui dans son appartement ("Un-Thinkable (I'm Ready)"). Elle tombe par hasard dans la salle Ellington, où Miss Liza Jane la fait s'asseoir pour une leçon de piano, lui enseignant quelques bases de la théorie musicale.
Ali profite de sa relation et de son nouvel amour pour la musique avec les encouragements de Jessica, malgré les avertissements de Tiny sur le danger ("Girl on Fire"). Elle invite Knuck pendant que Jersey est au travail ; Jersey rentre chez elle et les trouve endormis sur le canapé et expulse Knuck de l'appartement avec colère. En partant, Knuck est choqué d'apprendre qu'Ali n'a que dix-sept ans. Jersey poursuit Ali alors qu'elle suit Knuck jusqu'au hall, où il se bat brièvement avec le portier Ray. Ali accuse Jersey d'avoir ruiné sa relation parce que Jersey n'a pas pu garder la sienne ; Jersey la gifle en réponse. Elles sont interrompues par l'arrivée de la police, que Jersey a appelée : cependant, voyant la bagarre, elles sortent leurs armes. Heureusement, personne n'est blessé, mais Ali refuse de parler à sa mère et se retire dans la salle Ellington, où Liza Jane la console en soulignant que la situation aurait pu être bien pire ; elle réfléchit au racisme qu'elle a elle-même subi et exhorte Ali à continuer d'apprendre à jouer afin qu'elle puisse perpétuer un héritage musical ("Perfect Way to Die").

### Acte 2
Ali refuse toujours de parler à Jersey ("Heartburn"). Lorsque Jersey ne parvient pas à joindre Ali, elle appelle Davis en dernier recours ("Love Looks Better"). Ali retrouve Knuck à son travail de peinture ("Work on It"), mais elle est repoussée : Knuck lui dit que la police a continué à le harceler après l'arrestation, le forçant à fuir à Atlanta pour rester avec sa famille pendant plusieurs semaines. Liza Jane révèle en privé à Jersey qu'elle est en phase terminale et qu'il ne lui reste probablement plus beaucoup de temps à vivre, ce qu'elle cache à Ali. Quand Ali admet qu'elle aimerait parfois que Liza Jane soit sa mère, Liza Jane choisit de mettre fin à la leçon, exhortant Ali à apprécier le temps qu'elle passe avec sa mère ("Authors of Forever").
Davis arrive à l'appartement, où Jersey se décharge de sa culpabilité pour ce qu'elle a fait subir à Knuck, Ali et les autres résidents. Davis essaie d'offrir son soutien, mais flirte principalement avec Jersey ("Fallin"). Jersey tente de le repousse et le critique pour son absence. Ali s'endort dans la salle Ellington en cherchant Liza Jane ; quand elle se réveille, elle découvre Davis, qui essaie de créer des liens avec elle en jouant une chanson ensemble ("If I Ain't Got You"). Ali est réconfortée par le fait de passer du temps avec son père, mais se rend vite compte de son manque de fiabilité lorsqu'il se prononce sur le moment où ils pourront se revoir. Jersey console Ali par la suite et l'encourage à parler à Knuck. Elle retrouve ensuite Davis lors de son audition et l'avertit de rester loin d'Ali, refusant de le laisser blesser leur fille comme il l'a blessée ("Pawn It All"). Knuck révèle à Ali qu'il envisage d'emménager avec sa famille à Atlanta, car il y a trouvé une communauté ("Like You'll Never See Me Again"). Les deux se séparent en bons termes. Bien qu'Ali soit attristée de ne pas avoir la moindre chance de relation en raison de sa jeunesse et du déménagement de son mari, elle trouve du réconfort en réalisant qu'elle a pris une décision d'adulte pour la première fois. Lorsqu'elle rentre chez elle, elle découvre le silence qui règne dans le bâtiment, habituellement chargé de musique. Elle rencontre Jersey qui l'informe en larmes du décès de Miss Liza Jane.
Ils assistent à la cérémonie qui a lieu dans la salle Ellington, où Ali refuse de s'engager avec les autres personnes en deuil. Davis arrive et fait un éloge funèbre exprimant sa gratitude envers Liza Jane pour avoir aidé sa fille, et joue un air au piano. Ali finit par se joindre à eux, entraînant les personnes en deuil dans une chanson ("Hallelujah/Like Water"). Jersey tente sa chance et invite Davis à dîner avec elle et Ali le vendredi suivant, mais il ne se présente pas. Bien que déçue, Ali félicite sa mère d'avoir fait de son mieux, et les deux décident qu'elles sont toujours là ("No One"). Ali dit au public que leur relation continue d'être difficile, mais qu'elles sont sur un terrain plus stable. Elle admet sa tristesse face au départ de Knuck et au décès de Miss Liza Jane, mais continue de poursuivre la musique et exprime son affection pour sa communauté à Hell's Kitchen ("Empire State of Mind").

## Productions

### Off Broadway (2023)

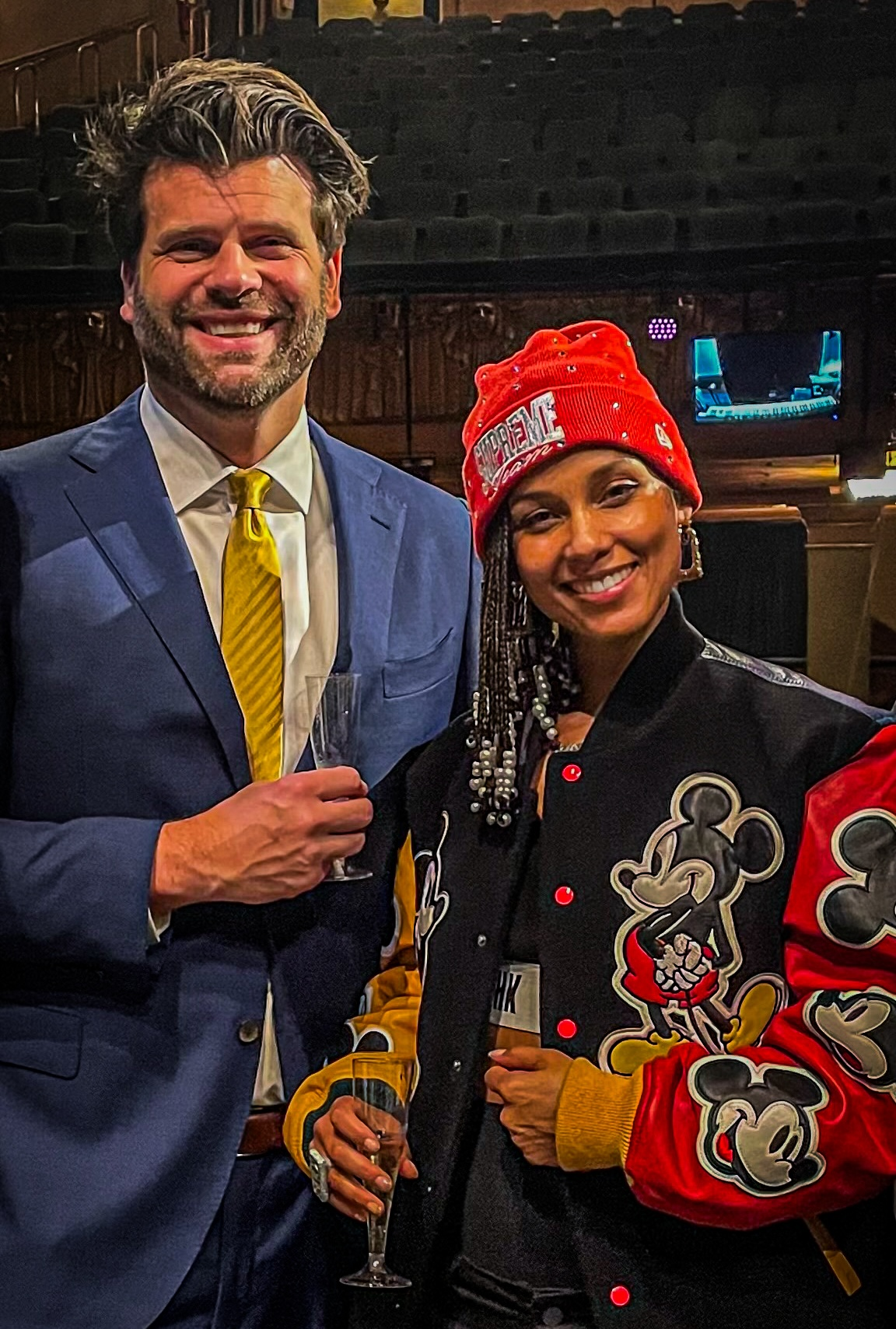
Alicia Keys et Gareth Owen lors de la première avant-première de Hell's Kitchen à Broadway.

Keys commence à développer la pièce en 2011, et cette année-là, Diaz est rattaché au projet. En 2018, Greif est nommé metteur en scène de la comédie musicale. En février 2023, les rôles principaux ont été attribués et le casting pour les rôles restants est lancé le 6 février, avec des auditions le 17 février 2023, à l'Actors' Equity New York Audition Center.
En juin 2023, Keys annonce qu'elle avait écrit sa première comédie musicale juke-box, Hell's Kitchen, inspirée de sa propre vie et de sa carrière à New York,. Selon Keys, la comédie musicale est une « histoire d'amour entre une mère et une fille » et dans une interview sur Good Morning America, elle déclare que la pièce décrit « l'expérience de grandir à New York, de vraiment poursuivre un rêve, d'essayer de trouver qui vous êtes, de découvrir votre identité et de vraiment suivre votre cœur, en fin de compte ». Les billets ont été mis en vente en août 2023. La production devait initialement se dérouler du 24 octobre au 10 décembre 2023, mais le 12 septembre, une prolongation de deux semaines jusqu'au 23 décembre a été annoncée. En octobre 2023, une autre prolongation de deux semaines jusqu'au 7 janvier a été annoncée. La pièce comprenait certaines des chansons les plus connues d'Alicia Keys, ainsi que de nouvelles musiques écrites par elle, spécifiquement pour la pièce. La comédie musicale a commencé ses avant-premières le 24 octobre 2023 au Public Theater avec une première le 19 novembre. La production Off-Broadway est mise en scène par Michael Greif. Le spectacle comprend une chorégraphie de Camille A. Brown, une scénographie de Robert Brill, des costumes de Dede Ayite, des coiffures et des perruques de Mia Neal, une conception sonore de Gareth Owen, un régisseur de production Danny Maly, une conception de projection de Peter Nigrini et une conception d'éclairage de Natasha Katz.

### Broadway (2024)
Le 4 décembre 2023, Alicia Keys annonce que la production serait transférée au Shubert Theatre de Broadway. Le spectacle commence les avant-premières le 28 mars 2024, avec une soirée d'ouverture le 20 avril 2024. Le casting a été annoncé le 7 février 2024,. Un autre casting a été annoncé le 26 février 2024, avec Rema Webb rejoignant le casting dans le rôle de Crystal, Nyseli Vega dans celui de Millie et Takia "Tiki" Hopson rejoignant l'ensemble. Le reste du casting est le même que le public ainsi que les équipes de production et de conception. Le 22 mars 2024, Keys a interprété la chanson "Kaleidoscope" avec l'actrice principale de la comédie musicale Maleah Joi Moon et le casting de The Tonight Show Starring Jimmy Fallon.

## Numéraux musicaux
| Acte I - "The Gospel" - "The River" - "Seventeen" - "You Don't Know My Name" - "Kaleidoscope" - "Gramercy Park" - "Not Even the King" - "Teenage Love Affair" - "Not Even the King (Reprise)" - "Un-Thinkable (I'm Ready)" - "Girl on Fire" - "Perfect Way to Die" | Acte II - "Heartburn" - "Love Looks Better" - "Work on It" - "Authors of Forever" - "Fallin'" - "If I Ain't Got You" - "Pawn It All" - "Like You'll Never See Me Again" - "Hallelujah/Like Water" - "No One" - "Empire State of Mind" |

## Récompenses et nominations

### Productions originales Off-Broadway et Broadway
| Year | Récompense                  | Catégorie                                            | Nommé(e)                                | Résultat   | Réf    |
| ---- | --------------------------- | ---------------------------------------------------- | --------------------------------------- | ---------- | ------ |
| 2024 | Tony Awards                 | Best Musical                                         | Best Musical                            | Nomination | [ 25 ] |
| 2024 | Tony Awards                 | Best Actress in a Musical                            | Maleah Joi Moon                         | Lauréat    | [ 25 ] |
| 2024 | Tony Awards                 | Best Featured Actor in a Musical                     | Brandon Victor Dixon                    | Nomination | [ 25 ] |
| 2024 | Tony Awards                 | Best Featured Actress in a Musical                   | Shoshana Bean                           | Nomination | [ 25 ] |
| 2024 | Tony Awards                 | Best Featured Actress in a Musical                   | Kecia Lewis                             | Lauréat    | [ 25 ] |
| 2024 | Tony Awards                 | Best Direction of a Musical                          | Michael Greif                           | Nomination | [ 25 ] |
| 2024 | Tony Awards                 | Best Book of a Musical                               | Kristoffer Diaz                         | Nomination | [ 25 ] |
| 2024 | Tony Awards                 | Best Scenic Design of a Musical                      | Robert Brill et Peter Nigrini           | Nomination | [ 25 ] |
| 2024 | Tony Awards                 | Best Costume Design of a Musical                     | Dede Ayite                              | Nomination | [ 25 ] |
| 2024 | Tony Awards                 | Best Lighting Design of a Musical                    | Natasha Katz                            | Nomination | [ 25 ] |
| 2024 | Tony Awards                 | Best Sound Design of a Musical                       | Gareth Owen                             | Nomination | [ 25 ] |
| 2024 | Tony Awards                 | Best Choreography                                    | Camille A. Brown                        | Nomination | [ 25 ] |
| 2024 | Tony Awards                 | Best Orchestrations                                  | Adam Blackstone et Tom Kitt             | Nomination | [ 25 ] |
| 2024 | Lucille Lortel Awards       | Outstanding Musical                                  | Outstanding Musical                     | Nomination | [ 26 ] |
| 2024 | Lucille Lortel Awards       | Outstanding Choreographer                            | Camille A. Brown                        | Nomination | [ 26 ] |
| 2024 | Lucille Lortel Awards       | Outstanding Lead Performer in a Musical              | Maleah Joi Moon                         | Nomination | [ 26 ] |
| 2024 | Lucille Lortel Awards       | Outstanding Featured Performer in a Musical          | Shoshana Bean                           | Nomination | [ 26 ] |
| 2024 | Lucille Lortel Awards       | Outstanding Featured Performer in a Musical          | Kecia Lewis                             | Lauréat    | [ 26 ] |
| 2024 | Drama League Awards         | Outstanding Production of a Musical                  | Outstanding Production of a Musical     | Lauréat    | ,      |
| 2024 | Drama League Awards         | Distinguished Performance                            | Shoshana Bean                           | Nomination | ,      |
| 2024 | Drama League Awards         | Distinguished Performance                            | Kecia Lewis                             | Nomination | ,      |
| 2024 | Outer Critics Circle Awards | Outstanding Featured Performer in a Broadway Musical | Kecia Lewis                             | Lauréat    | [ 29 ] |
| 2024 | Drama Desk Award            | Outstanding Projection and Video Design              | Peter Nigrini                           | Lauréat    | [ 30 ] |
| 2024 | Drama Desk Award            | Outstanding Choreography                             | Camille A. Brown                        | Nomination | [ 30 ] |
| 2024 | Drama Desk Award            | Outstanding Lead Performance in a Musical            | Maleah Joi Moon                         | Lauréat    | [ 30 ] |
| 2024 | Drama Desk Award            | Outstanding Featured Performance in a Musical        | Shoshana Bean                           | Nomination | [ 30 ] |
| 2024 | Drama Desk Award            | Outstanding Featured Performance in a Musical        | Kecia Lewis                             | Lauréat    | [ 30 ] |
| 2024 | Chita Rivera Awards         | Outstanding Choreography in a Broadway Show          | Camille A. Brown                        | Lauréat    | ,      |
| 2024 | Chita Rivera Awards         | Outstanding Ensemble in a Broadway Show              | Outstanding Ensemble in a Broadway Show | Nomination | ,      |
| 2024 | Chita Rivera Awards         | Outstanding Dancer in a Broadway Show                | Chloe Davis                             | Nomination | ,      |
| 2024 | Theatre World Award         | Theatre World Award                                  | Maleah Joi Moon                         | Lauréat    | [ 33 ] |